# Comparación a tres sentidos
En informática, una comparación a tres sentidos toma dos valores A y B pertenecientes a un tipo con un orden total y determina si A < B, A = B o A > B en una única operación, de acuerdo con la ley matemática de tricotomía. El operador para la comparación a tres sentidos de números es tradicionalmente representado por el símbolo <=> (operador de nave espacial o spaceship operator) y es usado en lenguajes como Perl, Ruby, Apache Groovy, PHP y Eclipse Ceylon.

## Computación a nivel de máquina
Muchos procesadores tienen un juego de instrucciones que soporta una operación como esta en tipos primitivos. Algunas máquinas manejan enteros basados en una representación de signo y magnitud o de complemento a uno, los cuales permiten representan un cero positivo y negativo. Esto no viola la ley de tricotomía siempre y cuando se adopte un orden total consistente: tomar como válido −0 = +0 ó −0 < +0. Los tipos de coma flotante, sin embargo, son una excepción a la ley de tricotomía: existe un valor especial "NaN" tal que x < NaN, x > NaN y x = NaN son falsos para todo x (también flotante), inclusive si x toma como valor NaN.

## Lenguajes de alto nivel
En C, las funciones strcmp y memcmp realizan una comparación a tres sentidos entre cadenas y búferes de memoria, respectivamente. Estas pueden retornar un número negativo cuando el primer argumento es lexicográficamente más pequeño que el segundo, cero cuando los argumentos son iguales y un número positivo en cualquier otro caso. Esta convención de retornar el "signo de la diferencia" es extendida a las funciones de comparación arbitraria por la función estándar de ordenamiento qsort, la cual toma una función de comparación como argumento. Desde C++20 se incluye el operador de nave espacial <=>, el cual similarmente retorna el signo de la diferencia y también puede retornar diferentes tipos (convertibles a enteros con signo) dependiendo el rigor de la comparación.
En Perl (únicamente para comparaciones numéricas, puesto que cmp se usa para comparación de cadenas), PHP (desde la versión 7), Ruby y Apache Groovy, el operador de nave espacial <=> retorna los valores -1, 0 o 1 dependiendo de si A < B, A = B o A > B, respectivamente. En Python 2.x (removido desde la versión 3), OCaml y Kotlin, las funciones cmp, compare y compareTo, respectivamente, computan lo mismo. En la librería estándar de Haskell, la función de comparación a tres sentidos compare es definida para todos los tipos en la clase Ord; esta función retorna un objeto de tipo Ordering, cuyos valores son LT (less than, menor que), EQ (equal, igual) y GT (greater than, mayor que).